# Ford Puma (купе)
Форд пума (енгл. Ford Puma) је мали купе са троја врата који је производио Форд Европа од септембра 1997. до јула 2002. Пума је произведена искључиво у Фордовој фабрици Нил у Келну, Немачка. Форд Пума прати уобичајене дизајнерске назнаке са другим Фордовим аутомобилима у то време и налази се у породици возила "New Edge". Е сад, има један мали проблем, а то је да многи мешају ову Форд пуму са Форд пумом (кросовер), међутим, разлика је у томе што је ова пума субкомпактни купе, а следећа генерација пуме је субкомпактни урбани кросовер. Овој пуми су били конкуренти: Тојота селика, Хјундаи купе (тибурон), Фијат купе (типо 175), и други.

## Сличности сафијестомIV
Сличности са фијестом IV нису само платформа, већ и идентичан ентеријер, веома сличан спољашни дизајн, сличне димензије и палета мотора.

## Разлике и сличности сапумом (кросовер)
Разлике између ове пуме и пуме (кросовер) су: димензије, сегмент јер је ова пума купе, а следећа генерација пуме кросовер, а следећа Пума се у кросовер сегмент преместила због тога што доста купаца желе кросовер, а не више купе, безбедност јер ова пума није била на Euro NCAP-у, а она друга јесте и оцењена је са максимално пет звездица, број врата, дизајн, а сличности су: Име, на истој су платформи Форд фијесте, окретност и то што је на неки начин и друга пума такође у неким случајевима купе.

## Технички детаљи
Све пуме су купеи са троја врата и четири седишта са предњим мотором и погоном на предње точкове. Долазили су са алуминијумским фелнама од 15 in (380 mm) као стандард, (иако је Форд рејсинг пума био опремљен алу фелнама од 17 in (430 mm), са предњим диском и задњим добош кочницама. Аутомобил је био базиран на 4 генерацији Форд гијесте, са новим моторима (развијеним са Јамахом), новом каросеријом, тврђим вешањем, ширим трагом и блиским мењачем, између осталих промена.
Пума је била доступна са четири опције мотора: 1.4-литарски (1997-2000), 1,6-литарски (2000-2001), 1.7-литарски ВЦТ (користи се само у пуми) и Тикфорд подешен 1.7-литарски ВЦТ (који је био само користи се у Форд рејсинг пума), сваки користи Фордове 16-в Сигма моторе означене Зитек-СЕ. Поред тога, мотори од 1,7 литара користили су Никасил цилиндар, који је захтевао специфичну врсту уља (5В30 полусинтетичко) да би се минимизирало механичко хабање.
Производни пут 1.7-литарског ВЦТ-а био је прилично занимљив. Грубо обрађени блокови цилиндара испоручени су из Фордове фабрике у Aлмусафесу у Шпанији у Jамаху у Јапану за премазивање и завршетак Никасил. Они су затим послани назад у Фордову фабрику у Келну, у Немачкој, где је пума састављена.
Све пуме са 1.7-литарским мотором биле су опремљене контролом вуче при малим брзинама и антиблок кочницама. Систем против блокирања кочница био је опциони у 1.4-литарској Пуми.
Током релативно кратке производње произведено је око 133.000 Пума (сви модели укључујући Форд рејсинг пуму).

## Мотори
- 1.4 l – 66 kW (90 коњских снага)
- 1.6 l – 76 kW (103 коњских снага)
- 1.7 l – 92 kW (125 коњских снага)
- 1.7 l – 115 kW (155 коњских снага), "Форд рејсинг пума" (Ограничени специјални модел доступан само у Великој Британији)

| Мотор, литри (cm³)  | Снага мотора                   | Обртни момент      | 0-100km/h | Максимална брзина |
| ------------------- | ------------------------------ | ------------------ | --------- | ----------------- |
| 1.4 (1388) 16-V     | 67 kW (90 КС) при 5500 о/мин   | 125 Нм (92 лб⋅фт)  | 10,8      | 180 km/h          |
| 1.6 (1596) 16-V     | 76 kW (102 КС) при 6000 о/мин  | 145 Нм (107 лб⋅фт) | 10,1      | 190 km/h          |
| 1.7 (1679) 16-V ВЦТ | 92 kW (123 КС) при 6300 о/мин  | 157 Нм (116 лб⋅фт) | 9,2       | 203 km/h          |
| 1.7 (1679) 16-V ВЦТ | 114 kW (153 КС) при 7000 о/мин | 162 Нм (119 лб⋅фт) | 7,9       | 203 km/h          |

## Галерија
- Задњи поглед
- Ентеријер
- Форд рејсинг пума
- Форд рејсинг пума, Задњи поглед

## Трке

### Рели
Форд је произвео Форд пума кит аутомобил, који је дизајниран посебно за рели. Технички детаљи Пуме укључују Зитек СЕ алуминијски мотор са четири цилиндра и 16 вентила на 1596 cm³, снаге преко 200 КС (150 кВ) при 9000 о/мин, погон на предње точкове преко Хевланд шестостепеног секвенцијалног мењача, диференцијал са ограниченим проклизавањем, динамичко предње вешање које користи МекФерсон подупираче са подесивим опружним платформама, Форд рејсинг задње задње полуге са подесивим динамичким вешањем, Алцон предње кочнице са вентилисаним дисковима пречника 355 мм помоћу чељусти са четири клипа, Алцон чврсте чељусти пречника 260 мм диск задње кочнице са две клипне чељусти, заварени челични сигурносни кавез, и предњи и задњи лукови точкова и браници од композита.
Резервоар за гориво је био ФИА резервоар за 'баг' капацитета 55 литара који се налазио испод задњег пода. Точкови су били Тармак 7 к 17 у алуминијумским точковима или 6 к 15 у алуминијумским точковима за шљунак.

## Стил и реклама
Стилски, пума је следила Фордову стратегију дизајна "New Edge", као што је први пут виђено у Форду ка из 1996. године. Иако није толико контроверзна као Форд ка када се први пут појавила, пума је постигла признање критике због својих добро пропорционалних и мачјих дизајнерских знакова.
Пума је била незаборавна по својој паневропској кампањи лансирања у којој је учествовао Стеве МеКвин. Оригинална телевизијска реклама Уједињеног Краљевства користила је клипове из филма Буллит и пресекла Меквина у модерно окружење Пуме у Сан Франциску. У четвртом кварталу 2004, Форд је поново користио Меквинов снимак за прву рекламу за Форд мустанг из 2005. у Сједињеним Државама. Обе рекламе режирао је британски редитељ Пол Стрит, и освојиле су многе награде у рекламној индустрији, налазећи се на топ 10 топ листа свих времена.

## Прекид
Пума се продавала само у Европи. Производња је окончана 2001. године, иако је продаја стандардних возила настављена и 2002. Форд га није заменио другим малим купеом, већ је уместо тога представио Форд стритка, кабриолет са два седишта заснован на фијести као што је била пума. Стритка је такође позајмио пумин мењач и вешање. Постоји 7.909 Форд пума (укључујући аутомобиле декларисане као СОРН) које су остале регистроване код ДВЛА у Великој Британији од трећег квартала 2022. Међутим, Форд је оживео име као кросовер модел 2019. године.